# Nationalpark Araucárias
Der Nationalpark Araucárias (portugiesisch Parque Nacional das Araucárias) ist ein Schutzgebiet in Brasilien. Es wurde 2005 ausgewiesen und ist 128,41 km² groß. Der Nationalpark dient primär dem Schutz von subtropischen Nebelwäldern. Dort wächst unter anderem die seltene Brasilianische Araukarie, deren Bestand in den letzten Jahren stark dezimiert wurde.